# Ferdinandea dives
Ferdinandea dives är en tvåvingeart som först beskrevs av Osten Sacken 1877.  Ferdinandea dives ingår i släktet guldblomflugor, och familjen blomflugor. Inga underarter finns listade i Catalogue of Life.